# هانك فرالي
هانك فرالي (بالإنجليزية: Hank Fraley)‏ هو لاعب كرة قدم أمريكية أمريكي، ولد في 21 سبتمبر 1977 في غايثرسبيرغ في الولايات المتحدة.

## وصلات خارجية
- هانك فرالي على موقع مرجع كرة القدم المحترفة.كوم (الإنجليزية)